# Ortaklar, Germencik
Ortaklar là một thị trấn thuộc huyện Germencik, tỉnh Aydın, Thổ Nhĩ Kỳ. Dân số thời điểm năm 2010 là 12.987 người.